# Паннарія
Паннарія (Pannaria) — рід лишайників родини Pannariaceae. Назва вперше опублікована 1828 року.
Паннарія шерстиста (Pannaria conoplea) занесена до Червоної книги України.

## Гелерея

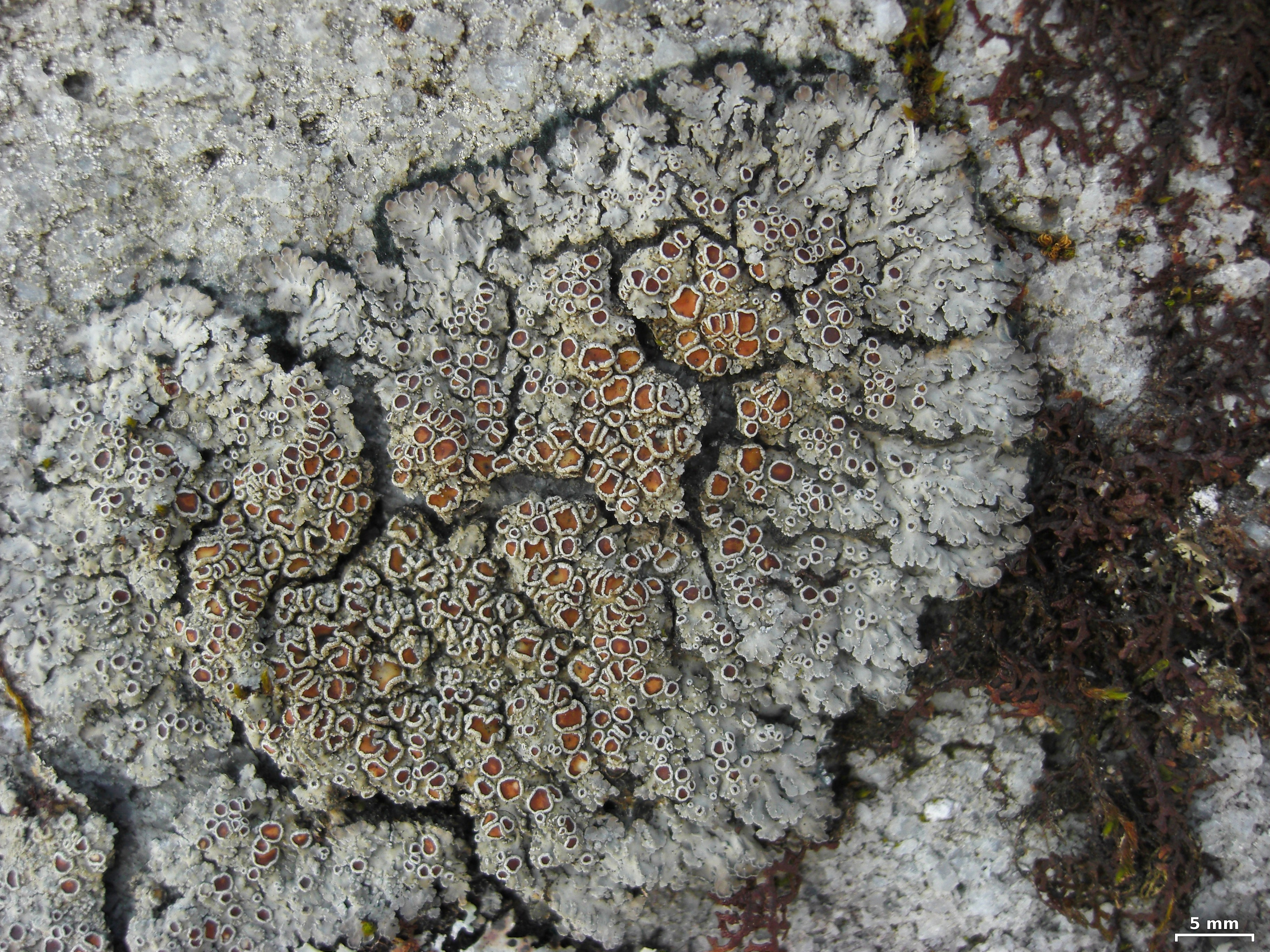
Pannaria lurida
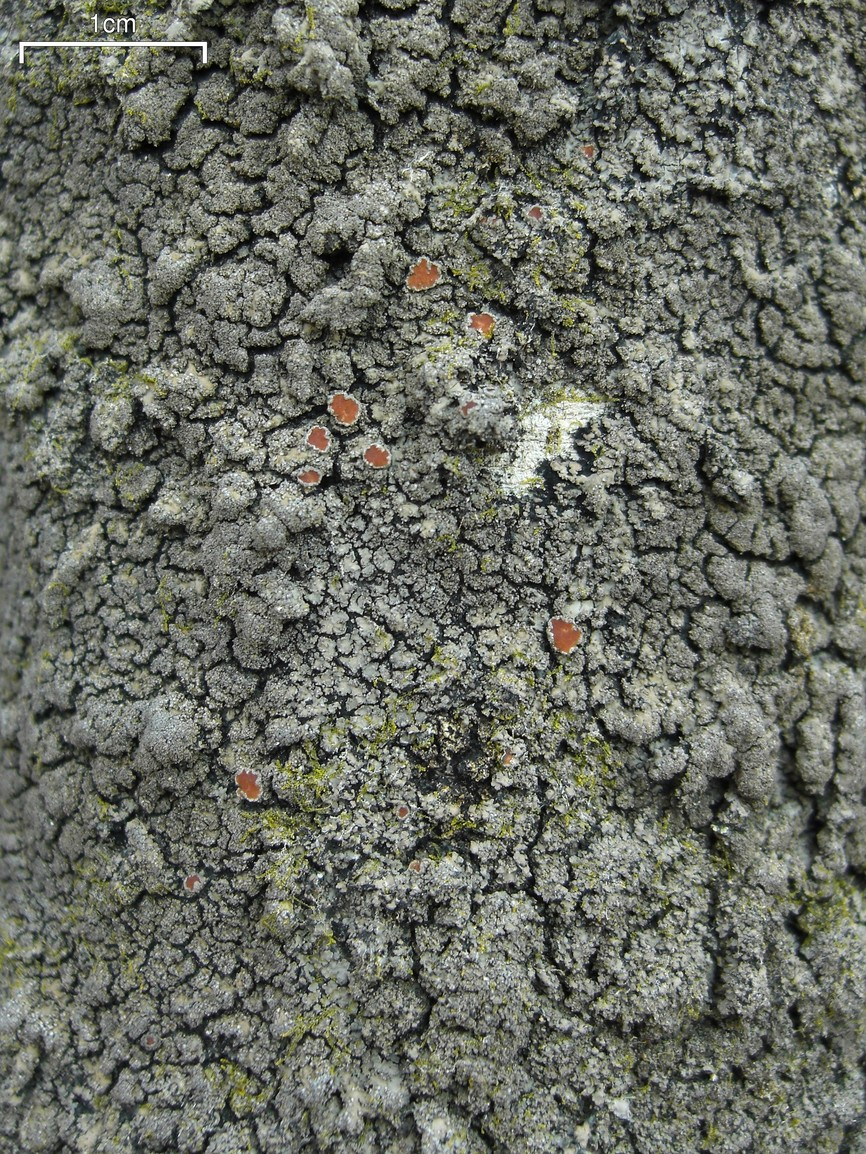
Pannaria tavaresii
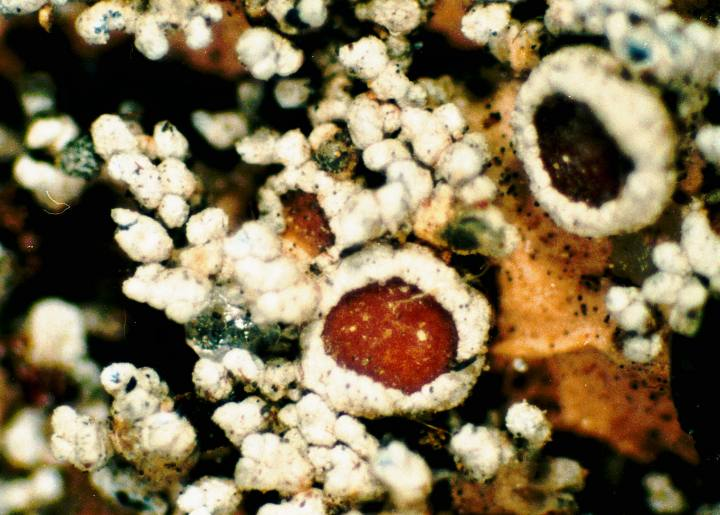
Pannaria conoplea